# Vinterbärssläktet
Vinterbärssläktet (Skimmia) är ett växtsläkte i familjen vinruteväxter med 7–8 arter. Släktet har sitt ursprung i Himalaya, östra Asien, Japan och Filippinerna. Några arter odlas som prydnadsväxter i Sverige.
Vinterbärssläktet innehåller städsegröna kala buskar eller små träd. Bladen är enkla, strödda med glandelkörtlar. Blommorna sitter i toppställda vippor. fodret är 4-5-taligt, kronbladen 4-5, avlånga. Ståndarna är 4-5 och pistillen är ensam. Fruktämnet har 2-5 rum. Frukten är ett köttigt bär.

## Namnlista
Lista över vetenskapliga Skimmia-namn:
Lista över vetenskapliga namn Skimmia-namn. Fet stil markerar accepterade taxa.
- Skimmia anquetilia N.P.Taylor & Airy Shaw
- Skimmia arborescens T.Anderson ex Gamble in Lacaita
- Skimmia arborescens subsp. nitida N.P.Taylor & Airy Shaw
- Skimmia arisanensis Hayata → Skimmia japonica subsp. reevesiana
- Skimmia arunachalensis Goel & Mehrotra
- Skimmia ×confusa N.P.Taylor (S. anquetilia × S. japonica)
- Skimmia distinctevenulosa Hayata  → Skimmia japonica subsp. reevesiana
- Skimmia euphlebia Merr. → Skimmia japonica
- Skimmia foremanii H.Knight → Skimmia arborescens
- Skimmia ×foremanii Mast. → Skimmia japonica
- Skimmia ×foremanii nothovar. rogersii (Mast.) Rehder → Skimmia japonica
- Skimmia formosana C.E.Chang → ?
- Skimmia fortunei Mast. → Skimmia japonica subsp. reevesiana
- Skimmia fortunei var. rubella (Carrière) Rehder → Skimmia japonica subsp. reevesiana 'Rubella'
- Skimmia fragrans Carrière → Skimmia japonica
- Skimmia fragrantissima Hort. ex T.Moore → Skimmia japonica
- Skimmia hainanensis C.C.Huang  → Skimmia japonica subsp. reevesiana
- Skimmia intermedia Carrière → Skimmia japonica subsp. reevesiana
- Skimmia japonica Lindl. → ?
- Skimmia japonica Thunb.
- Skimmia japonica f. yatabei H.Ohba
- Skimmia japonica subsp. lutchuensis (Nakai) Kitam.
- Skimmia japonica subsp. reevesiana (Fortune) N.P.Taylor & Airy Shaw
- Skimmia japonica var. arisanensis (Hayata) T.Yamaz.
- Skimmia japonica var. distincte-venulosa (Hayata) C.E.Chang → Skimmia japonica subsp. reevesiana
- Skimmia japonica var. euphlebia (Merr.) N.P.Taylor
- Skimmia japonica var. intermedia Komatsu
- Skimmia japonica var. intermedia f. repens (Nakai) H.Hara
- Skimmia japonica var. kwangsiensis (C.C.Huang) N.P.Taylor
- Skimmia japonica var. lutchuensis (Nakai) T.Yamaz.
- Skimmia japonica var. reevesiana (Fortune) N.P.Taylor → Skimmia japonica subsp. reevesiana
- Skimmia japonica var. veitchii (Carrière) Rehder
- Skimmia kamengensis Goel & Mehrotra
- Skimmia kwangsiensis C.C.Huang → Skimmia arborescens
- Skimmia laureola Siebold & Zucc. ex Walp.
- Skimmia laureola (DC.) Dcne. → ?
- Skimmia laureola subsp. lancasteri N.P.Taylor
- Skimmia laureola subsp. multinervia (C.C.Huang) N.P.Taylor & Airy Shaw
- Skimmia laureola var. wattii K.Narayanan Nair & M.P.Nayar
- Skimmia lutchuensis Nakai → Skimmia japonica
- Skimmia melanocarpa Rehder & E.H.Wilson → Skimmia laureola subsp. lancasteri
- Skimmia multinervia C.C.Huang → Skimmia laureola subsp. multinervia
- Skimmia oblata T.Moore → Skimmia japonica
- Skimmia oblata var. veitchii (Carrière) Carrière → Skimmia japonica var. veitchii
- Skimmia orthoclada Hayata → Skimmia japonica subsp. reevesiana
- Skimmia ovata Hort. ex Lavallée → ?
- Skimmia philippinensis Masam. → ?
- Skimmia reevesiana (R.Fortune) R.Fortune → Skimmia japonica subsp. reevesiana
- Skimmia repens Nakai → Skimmia japonica var. intermedia f. repens
- Skimmia ×rogersii Mast. → Skimmia japonica
- Skimmia rubella Carrière → Skimmia japonica subsp. reevesiana 'Rubella'
- Skimmia rugosa Makino
- Skimmia veitchii Carrière → Skimmia japonica var. veitchii
- Skimmia wallichii Hook.f. & Thomson ex Gamble → Skimmia arborescens